# Африканов, Евгений Арнольдович
Евгений Арнольдович Африканов (18 мая 1931, Иркутск, Восточно-Сибирский край — 23 июля 2021) — советский и российский авиационный инженер, учёный в области создания и испытаний авиационных средств аварийного покидания воздушных судов и спасения лётчиков, лауреат Государственной премии РФ (2001), планерист, мастер спорта СССР, чемпион СССР по планёрному спорту (1953).

## Биография

### Ранние годы и лётная карьера
Родился Евгений 18 мая 1931 в городе Иркутске. Увлекся планеризмом и поступил в Московский авиационный институт (МАИ).
Достиг значительных спортивных успехов. Был чемпионом СССР по планёрному спорту (1953 год, в упражнении на дальность полёта с результатом 407 км, полученным на 19-х Всесоюзных планёрных соревнованиях), мастер спорта СССР.
Принимал участие в четырёх воздушных парадах на аэродроме Тушино в честь Дня Воздушного Флота СССР.
В 1954 году Африканов окончил МАИ и к 1955 году был принят на работу в Лётно-исследовательский институт (ЛИИ).

### Научная и испытательная работа в ЛИИ
Работал Африканов во втором отделении ЛИИ в лаборатории № 24 «Средства спасения и заправки топливом в полёте». Эта новая лаборатория ЛИИ была создана в 1954 году под руководством Г. И. Северина, который руководил ей до 1964 года.
В ЛИИ Африканов сразу включился в большую работу, выполнявшуюся в период 1953—1965 годы, по созданию всережимных катапультных кресел. Для этого в ЛИИ были сконструированы и построены летающие лаборатории (ЛЛ) на базе самолётов Ил-28 (1953), Як-25 (1960) и Су-9У (1962). На этих ЛЛ были проверены и отработаны элементы кресел (комбинированный стреляющий механизм, трёхкаскадная парашютная система) и разработаны рекомендации самолетостроительным ОКБ по выбору эффективных технических решений всережимных кресел. Активное участие в данных исследованиях и испытаниях по руководством Г. И. Северина наряду с Африкановым принимали также специалисты ЛИИ Б. В. Смирнов, Ю. К. Александров, Ю. А. Нагаев, Ю. А. Костев, В. И. Хлиманов, Б. М. Юров, Н. А. Емельянова и парашютисты-испытатели Е. Н. Андреев, В. И. Данилович, О. К. Хомутов.
В 1967 году Африканов защитил диссертацию и ему была присвоена учёная степень кандидата технических наук.
В период 1975—1990 годов Африканов участвовал в проведении исследований по совершенствованию конструкции катапультного кресла К-36 (модификации К-36Л, К-36ВМ, К-36ВМУ, К-36ДМ и др.). В обеспечение данных работ в ЛИИ были созданы ЛЛ на базе самолетов Су-7Б (1975) и МиГ-25 (1983). На ЛЛ были отработаны схемы одновременного катапультирования двух членов экипажа из общей кабины лётного экипажа самолёта. Испытаны прототип системы автоматического катапультирования для самолётов вертикального взлёта и посадки и схема катапультирования через остекление фонаря кабины на вертикальных и переходных режимах. Кроме Африканова в этих работах активно участвовали также учёные и инженеры ЛИИ: Ю. А. Винокур, В. Г. Нетреба, Ю. А. Нагаев, Н. Н. Виноградов, Н. С. Богданов, И. В. Овчинников, Ю. И. Анфёров.
Коллективом в составе Винокура, Африканова, Виноградова и Анфёрова к началу 1980-х годов были завершены исследования и испытания в интересах создания комплекса средств аварийного покидания самолёта Ту-160, имеющего экипаж из четырёх человек. Была проверена система последовательного катапультирования двумя парами рядом расположенных членов экипажа.
В период 1975—1988 годов Африканов участвовал в научно-исследовательской работе по отработке парашютно-реактивной системы аварийного покидания (с буксировочным реактивным двигателем) для нового катапультного кресла К-37, предназначенного для установки на вертолёты Ка-50 и Ка-52. Данное кресло прошло испытания в ЛИИ, для чего была создана ЛЛ на базе самолёта Ан-12, из которой осуществлялиль испытательные пуски кресла, включая два катапультирования парашютистов-испытателей С. Б. Переславцева и М. М. Банникова. Другие участники работ от ЛИИ: Н. С. Богданов, В. Г. Нетреба и Е. П. Павлов. Позднее (1983—1997) коллективом в составе Винокура, Африканова, Виноградова и Овчинникова были проведены лётно-конструкторские испытания кресла К-93 для самолёта МиГ-АТ и кресла нового поколения К-36Д-3,5 и его модификаций для самолётов Су-30МКИ, Су-34, Су-35, Миг-29КУБ, Як-130.
С 1994 по 1999 годы Африканов совместно с Винокуром и Овчинниковым провёли лётно-конструкторские испытания сверхлёгкой катапультной системы СКС-94 для спортивных самолётов Су-26, Су-29, Су-31. В развитие этих работ в период с 1999 по 2005 годы тем же коллективом, к которому подключился Ю. Н. Гунин, были выполнены стендовые и лётные испытания на ЛЛ Су-29КС опытной парашютной системы СПС-99 для кресла СКС-94 (и его модификаций СКС-94М и СКС-94МЯ). Эти кресла устанавливались на самолёты Су-26М3 и Як-52М.
Африканов сделал вклад и в отработку системы спасения экипажа орбитального корабля «Буран» в рамках проведения в 1988—1991 годах межведомственных испытаний модифицированного катапультного кресла К-36М11Ф35.

### Смерть
Евгений Арнольдович Африканов жил в городе Жуковском. Он умер 23 июля 2021 года (всего на месяц пережив свою жену Марину).

### Семья
Жена — Марина Африканова (1934—2021), советская планеристка, лётчица-испытатель, мастер спорта СССР международного класса.

## Награды и звания
- Орден Дружбы народов (6 мая 1994) — за большой личный вклад в создание и внедрение в серийное производство комплекса средств аварийного покидания вертолета[6]
- Государственная премия Российской Федерации (2001)[3] — за работы по исследованиям, разработке и внедрению на летальные аппараты новых систем спасения[16]
- Мастер спорта СССР по планёрному спорту[4]
- Чемпион СССР по планёрному спорту (1953)[4]